# Constantin Untu
Constantin Untu ( n.1888) a fost un general român care a luptat în timpul celui de-al Doilea Război Mondial.
A absolvit Școala Militară de Ofițeri în 1911. A fost înaintat la gradul de colonel la 10 mai 1934 și la gradul de general de brigadă la 10 mai 1941.
Generalul de brigadă intendent Constantin Untu a fost trecut din oficiu în rezervă pentru limită de vârstă de la data de 5 noiembrie 1945, prin decizia ministerială nr. 1.659 din 22 septembrie 1944.